# Csöde, Zala
Csöde  este un sat în districtul Zalaegerszeg, județul Zala, Ungaria, având o populație de 76 de locuitori (2011). 

## Demografie
Componența etnică a satului Csöde
     Maghiari (100%)
Componența confesională a satului Csöde
     Romano-catolici (52,63%)
     Reformați (25%)
     Luterani (5,26%)
     Fără religie (5,26%)
     Necunoscută (11,84%)
Conform recensământului din 2011, satul Csöde avea 76 de locuitori. Din punct de vedere etnic, majoritatea locuitorilor (100,0%) erau maghiari.  Din punct de vedere confesional, majoritatea locuitorilor (52,63%) erau romano-catolici, existând și minorități de reformați (25,0%), persoane fără religie (5,26%) și luterani (5,26%). Pentru 11,84% din locuitori nu este cunoscută apartenența confesională.